# Karrebæksminde
Karrebæksminde er en lille by på Sydsjælland med 1.820 indbyggere  (2024), beliggende i Karrebæk Sogn. Byen ligger i Næstved Kommune og tilhører Region Sjælland.
Historisk hører halvøen Lungshave til Karrebæksminde, men efter at der fra 1801-7 blev gravet en kanal gennem halvøen for at forbinde Karrebæk Fjord med Karrebæksminde Bugt, er Mindegabet sandet til, så Lungshave i dag er landfast med Enø. Græshoppebroen/Karrebæksmindebroen går over kanalen. Byen er også en turistby med både sommerhuse og feriekolonier. Karrebæksminde var ladeplads for Næstved indtil Næstved fik sin havn i 1938.
Den konservative politiker Viggo Fischer er fiskersøn fra Karrebæksminde. 

## Historie
Karrebæksminde udviklede sig under Napoleonstiden til ladeplads for Næstved, hvor omladning fra havgående skibe til pramme fandt sted. Karrebæksminde fik flere pakhuse i forbindelse med denne virksomhed. En kanal var blevet gravet gennem landtangen i årene 1801-1807.
Nogen større byudvikling skete imidlertid ikke: Karrebæksminde havde i 1840 47 indbyggere, i 1860 262 indbyggere, i 1870 350 indbyggere, i 1880 339 indbyggere. Gennem hele perioden fra 1800-tallets slutning frem til slutningen af 2. verdenskrig var Karrebæksminde stagnerende: i 1890 have bebyggelsen 320 indbyggere, i 1901 266 indbyggere, i 1906 273 indbyggere, i 1911 225 indbyggere, i 1916 262 indbyggere, i 1921 294 indbyggere, i 1925 242 indbyggere, i 1930 244 indbyggere, i 1935 262 indbyggere, i 1940 195 indbyggere og i 1945 218 indbyggere. Baggrunden for denne stagnation skal blandt andet findes i anlæg af en skibsfartskanal til Næstved, påbegyndt i 1935 og åbnet i 1938, der fratog Karrebæksminde stedets tidligere betydning for Næstved. Kanalen fik en dybde på 6 m i sejlløbet. En strækning på 5½ km af kanalen bestod af en udgravning i den lavvandede Karrebæk Fjord, mens 3 km blev udgravet over land. Kanalens vandspejls bredde var 42 m.
I stedet kom fiskeri til at spille en betydelig rolle i mellemkrigstiden. I 1911, da Karrebæksminde havde 225 indbyggere, ernærede 72 sig ved fiskeri, 49 ved håndværk og industri, 42 ved handel og 23 ved transport. Ved 1. verdenskrigs afslutning havde byen skole, epidemihus, pakhuse, badehotel, mølle, købmandshandel, bryggeri, bageri, skibsbyggeri, toldkontrolsted, telegraf- og telefonstation, postkontor og havn, dannet af en gennem landtangen gravet kanal, der var ca 3,3 m dyb (havnen dog 5,8 m) med lods.